# Elizabeth Bay

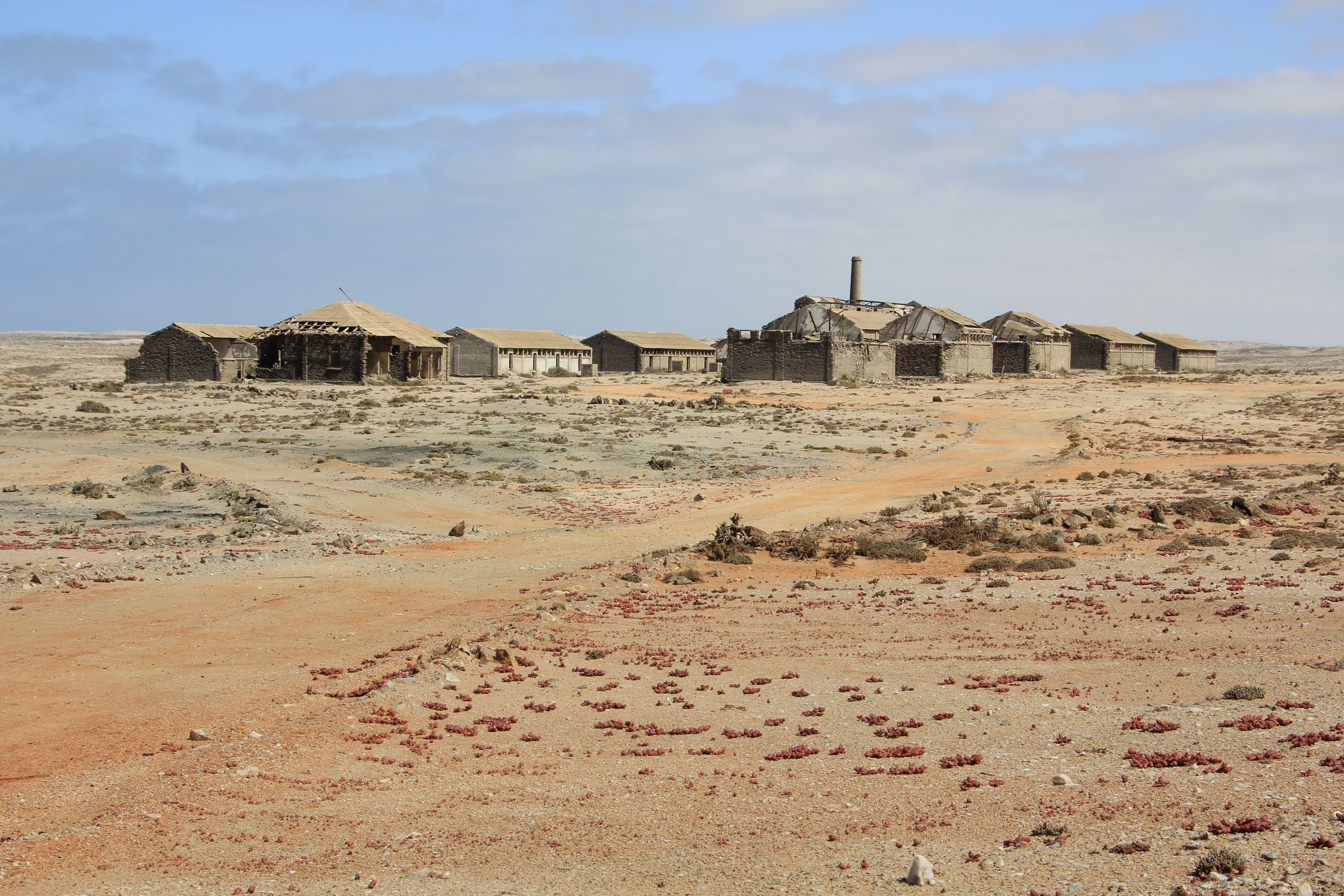
Elizabeth Bay, 2018

Elizabeth Bay é uma cidade-fantasma na Namíbia.
A cidade era habitada entre 1926 e 1935 graças a uma mina de diamantes que produzia as pedras preciosas entre 1911 e 1948, foi desativada e voltou a abrir em 1991, com métodos mais modernos de exploração. Os mineiros vivem atualmente em Lüderitz e a mina pode ser visitada desde esta cidade,e em 2000,a cidade virou fantasma.